# Vedaranyam
Vedaranyam là một thị xã panchayat của quận Nagapattinam thuộc bang Tamil Nadu, Ấn Độ.

## Nhân khẩu
Theo điều tra dân số năm 2001 của Ấn Độ, Vedaranyam có dân số 31.728 người. Phái nam chiếm 48% tổng số dân và phái nữ chiếm 52%. Vedaranyam có tỷ lệ 71% biết đọc biết viết, cao hơn tỷ lệ trung bình toàn quốc là 59,5%: tỷ lệ cho phái nam là 79%, và tỷ lệ cho phái nữ là 64%. Tại Vedaranyam, 11% dân số nhỏ hơn 6 tuổi.